# Georg Friedrich Böhringer
Georg Friedrich Böhringer (* 28. Dezember 1812 in Maulbronn; † 16. September 1879 in Basel) war ein deutscher Theologe.

## Leben

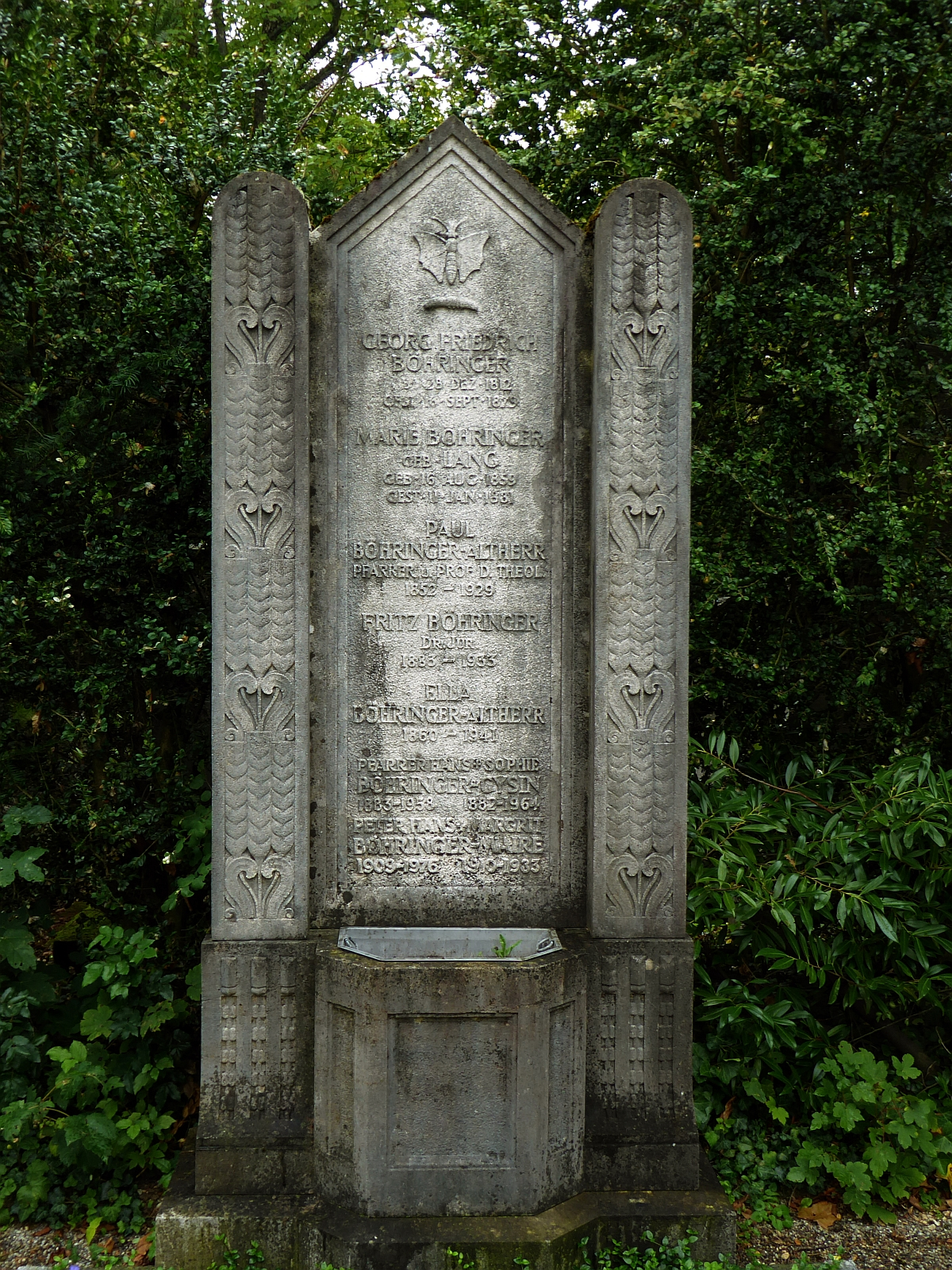
Grabstele auf dem Friedhof Wolfgottesacker, Basel

Georg Friedrich Böhringer wurde am 28. Dezember 1812 in Maulbronn geboren, besuchte das Gymnasium in Maulbronn und studierte im Anschluss Theologie an den Universitäten in München und Tübingen, wo er 1830 Mitglied der Burschenschaft Germania München und 1832 Mitglied der Burschenschaft Feuerreiter Tübingen wurde.  1832 nahm er als Sprecher und Vertreter der Tübinger Burschenschaft am Stuttgarter Burschentag teil, organisierte in Tübingen Vorbereitungen zum Frankfurter Wachensturm 1833 und floh aufgrund einer deshalb gegen ihn eingeleiteten Untersuchung in die Schweiz nach Zürich. Steckbrieflich gesucht, konnte er nur unter harten Entbehrungen weiterleben und wurde schließlich Privatlehrer am Fellenbergischen Lehrinstitut in Hofwyl, dann Privatlehrer in Bern, Redakteur in Basel, bis er 1836 das Bürgerrecht in Herrliberg erlangte. Ab 1836 war er in Greifensee ZH als Vikar tätig. In Glattfelden wurde er 1842 Pfarrer; die Stellung behielt er bis zum Jahre 1853. Danach hielt er sich zunächst in Zürich, dann in Basel auf und widmete sich Arbeiten, welche die Kirchengeschichte betreffen. Am 16. September 1879 verstarb Böhringer in Basel. Er hinterließ einen Sohn, Paul Böhringer.

## Werke
- Betrachtungen über die Revolution im Kanton Zürich. (1839)
- Die Kirche Christi und ihre Zeugen oder die Kirchengeschichte in Biographien (24 Bände; Zürich 1842 bis 1858)